# Sega Superstars
Sega Superstars (セガ スーパースターズ?, Sega Sūpāsutāzu) è un videogioco sviluppato da Sonic Team e pubblicato nel 2004 da SEGA per PlayStation 2. Consiste in una raccolta di minigiochi pensati per EyeToy con protagonisti i personaggi delle serie di videogiochi SEGA.

## Modalità di gioco
Dal gameplay simile a EyeToy: Play, in Sega Superstars sono presenti 12 giochi ispirati a popolari franchise SEGA quali Sonic the Hedgehog, NiGHTS, Billy Hatcher and the Giant Egg, Super Monkey Ball, Samba de Amigo, Crazy Taxi, Virtua Fighter, The House of the Dead, Space Channel 5, ChuChu Rocket!, Puyo Puyo e Virtua Striker.